# Proteopsis
Proteopsis é um género botânico pertencente à família Asteraceae.